# فرودگاه کامدو بامدا
فرودگاه کامدو بامدا (به انگلیسی: Qamdo Bamda Airport) یک فرودگاه همگانی با کد یاتا BPX است که یک باند فرود آسفالت دارد و طول باند آن ۵۵۰۰ متر است. این فرودگاه در کشور چین قرار دارد و در ارتفاع ۴۳۳۴ متری از سطح دریا واقع شده است.این فرودگاه بیشترین طول باند پرواز را بین تمام فرودگاه های جهان دارد.

## شرکت‌های هواپیمایی و مقصدهای پروازی
| شرکت‌های هواپیمایی | مقصدهای پروازی                                |
| ----------------- | --------------------------------------------- |
| ایر چاینا         | چنگدو شوانگلیو                                |
| تبت ایرلاینز      | چنگچینگ ییانگبی، لهاسا گونگار، تیانجین بینهای |